# Joseph-François Kremer
Pour les articles homonymes, voir Kremer.
Joseph-François Kremer, né à Lyon (France) le 22 juin 1954, est un compositeur français. (nom complet : Joseph-François Kremer-Marietti)
Il dirige le Conservatoire d’Antony de 1996 à 2010.

## Biographie
La création musicale de Joseph-François Kremer est rattachée à un courant original du postmodernisme. Le compositeur est cité dans le Larousse de la musique (in Histoire de la musique, publiée chez Larousse, 2000, p. 1137). Son style d'écriture se situe entre la conception formelle d'un héritage musical théorisé et la recherche de nouveaux climats musicaux librement référencés. Il est très sensible à la qualité sonore dans la création musicale contemporaine et au rôle de l'apport humain dans le contexte de l'interprétation musicale.
Compositeur  et philosophe en esthétique  et sciences de l'art, diplômé de l'École des Hautes Études en Sciences Sociales, docteur habilité à diriger des recherches, ayant bénéficié d'une formation de violoncelliste et de chef d’orchestre, Joseph-François Kremer a dirigé bon nombre des œuvres du répertoire baroque, classique et contemporain avec diverses formations orchestrales. Chef invité de 1987 à 1994 par  l'ensemble de musique contemporaine Intervalles subventionné par le ministère de la culture, il  a pu créer, des œuvres de J.Y. Bosseur, C. Ballif, M. Mathias, E. Gismonti, ainsi que ses propres œuvres à l’occasion de festivals internationaux en République tchèque, en Allemagne, au Venezuela, en Pologne, en Suisse, en France. Ses œuvres ont été retransmises sur les ondes de France Musique, et diffusées par de la télévision vénézuélienne et la Radio Suisse Romande. Il est l'auteur d'un corpus de plus de soixante-dix œuvres, dont  4 symphonies, un opéra, de nombreuses pièces  de musique de chambre et pour instruments seuls. Pratiquement toutes ont été créées durant ces cinquante dernières année lors de festivals ou de programmations nationales et internationales, bon nombre sont éditées auprès des Editions Musicales Musik Fabrik  (Lagny), chez Pierre Lafitan, Enghien-Les-Bains).Il a notamment  dirigé le Conservatoire de Sevran de 1985 à 1996, il y enseigna l'Esthétique . ll fit venir Claude Ballif en 1990 pour qu'il puisse y enseigner dans le cadre d'une Classe internationale de Composition durant près de 10 années ; il accueillit également Marcel Bitsch pour y tenir une Classe d'écriture ouverte aux compositeurs. Directeur de plusieurs collections d'ouvrages spécialisés, éditions l'Harmattan;   éditions Kimé éditions  Klincksieck, puis Méridiens Klincksieck, il contribue depuis des années,à la publication de nombreux travaux universitaires internationaux. Ancien élève de la Schola Cantorum de Paris en 1971/1975, il y a été nommé de 1996 à 2000, professeur d’esthétique et philosophie de la musique. il est inscrit sur la liste de qualification des professeurs d'université en 1998, régulièrement sollicité en tant que jury de thèses et d'habilitations des Universités ainsi qu'à de nombreux colloques internationaux. En 2002, il a été sollicité par l'université de Strasbourg en tant que professeur associé. Il a dispensé un enseignement au Conservatoire de Bakou en Azerbaïdjan en 1999. Il a été professeur au CEFEDEM de Rueil-Malmaison (anciennement IFEDEM) de 1992 à 1995 pour former les futurs diplômés d'État (titulaires du DE). Il est régulièrement invité en France et à l'étranger lors de sessions de recherche et d'enseignement, en Finlande (Imatra). Il a été missionné par la Fondation Fesnojiv du Venezuela (Caracas), il y fut référent universitaire et compositeur invité , ses œuvres ont été interprétées entre autres, par l'Orchestre Simon Bolivar du Venezuela retransmises par la chaine Mezzo ainsi qu'au Festival A Tempo de Caracas, au Festival Ciel bleu de Londres (Royaume-Uni) à la Memorial Church de l'Université de Harvard  (États-Unis).
Joseph-François Kremer-Marietti préside plusieurs associations musicales, dont Musiques à Vivario (de 2002 à 2005) pour la promotion de la musique en Corse ainsi que l'ensemble vocal de solistes Les Oréades, qui développe une activité autour de la musique baroque et contemporaine. En reconnaissance aux actions de valorisation de la culture française à l'étranger, qu'il a pu mener, il a été nommé par décret du premier ministre "Chevalier de l'ordre des Palmes Académiques en 2006. Il dirige de 1996 jusqu'en 2010, le conservatoire d'Antony, Vallée Sud Grand Paris, Conservatoire territorial intercommunal agréé par l'État. Puis, nommé directeur régional de l'école Nationale de musique et de danse de la région corse en 2010, le 1 juin 2011, il est appelé à de nouvelles fonctions, à la Collectivité territoriale de Corse, sous la présidence de Paul Giacobbi, où il assure la Direction de la Culture et du Patrimoine de la région corse en tant que conservateur en chef.
Joseph-François Kremer-Marietti a été commissaire général de l'exposition temporaire "La Corse et la Musique" programmée au Musée de la Corse, en 2013. En octobre 2016 il intègre en tant que Conseiller technique "culture, langue-corse, éducation", jusqu'en janvier 2021, le Conseil économique social environnemental et culturel de Corse au Palais Lantivy d'Ajaccio.

### Principales œuvres de Joseph-François Kremer
- Le chant de la nuit 4 pièces pour violoncelle seul (1983)
- Symphonie n ° 2, à 4 pour flûte, clarinette, violoncelle et piano (1991)
- Poussières d'oubli pour clarinette, violon, alto et cello (1994)
- Klaviersätze n°1,2,3,4,5. (1980-2000)
- Konzertstück pour violon et orchestre à cordes (1979)
- Aria I pour soprano, flûte, violoncelle et piano (1980)
- Aria II pour soprano, violoncelle et piano (1982)
- Aria III pour soprano et piano (1991)
- Symphonie de chambre pour solistes instrumentaux et soprano (1990)
- Symphonie n° 3 (version 2000)
- Suite lyrique pour grand orchestre (1988)
- Anamorphose pour orchestre (1976)
- Anamorphoses II pour orchestre (1978)
- Musique de scène de "Quand je serai petit" Paris et diffusion internationale FR3 (1977/1978)
- Musique de scène de "Utopié , ensorcelé par la mort" création Compagnie " l'œil du tigre" (1995)
- Musique de scène de "Lettres d'Algérie" création Compagnie " l’œil du tigre" (1996)
- Musique de scène de "La dernière nuit" création Jaromir Knittel , Lyon (1996)
- Naturalia pour grand ensemble de cuivres (2001)
- Dixtuor pour flûtes traversières(1991)
- Petite messe des morts pour une âme retrouvée (1995)
- Dio vi salvi regina, hymne pour 5 voix solistes (2005)[10]
- Saxophonie pour saxophone seul (1999)
- Petite pièce pour harpe (2002)
- Saxazeriphonie pour saxophone seul (1999)
- Contre chocs pour deux accordéons (2000)
- Permitted games pour quatuor de guitares (1998)
- Petite marche pour sextuor de cuivres (1999)
- Trio à cordes (1971)
- Le voyage au volcan magique, conte musical pour les enfants (1995)
- Petit Jean et le secret de la forêt enchantée conte musical pour les enfants (2005)
- Adagio pour un film muet pour accordéon et piano (1975)
- Dialogue pour double quintette à vent (1977)
- Summersong 1 pour quatuor vocal et trio à vent (1994)
- Summersong 2 pour 3 sopranos, flûte en sol, perc.et cordes (1995)
- l'espace temps et à travers (1972)
- Les trois étapes temporelles pour orgue (1971)
- Livre-études pour saxophone soprano (1999)
- 7 Haïkus pour Flûte et orchestre à cordes (2008) œuvre dédiée à José Garcia-Guerrero
- Ode à l'amitié pour cuivres,en hommage aux combattants corses de la guerre de 1914-1918 (2009)
- Concerto  pour guitare, clavecin et orchestre à cordes (2009)
- Klaviersatz n° 6 (2008)
- Klaviersatz n° 7 (2010)
- Anamorphoses III pour orchestre et piano principal (2009)
- Dernières Paroles" pour Chœur, solistes et orgue (2009)
- Musique de film "Parti de rien " (2017)
- Contrapunctum (1 et 2), petites pièces didactiques pour le piano (2019)
- "4 Punctos cardinales" pour flûte solo (2020)
- Klaviersatz n° 8  pour piano (2021)
- Klaviersatz n° 9 pour piano (2021)
- Symphonie n° 3 (version 2020)
- Symphonie n° 4 (2021)[11]

## Publications

### Ouvrages
- Les formes symboliques de la musique, Paris, Méridiens Klincksieck, Collection de Musicologie, 1984. Réédition avec nouvelle Introduction, chez L'Harmattan, 2006.
- Réédition et analyse du Traité d’Harmonie (1722) de J. P. Rameau, précédé d’une Introduction « Rameau, l’harmonie et les méprises de la tradition », Paris, Méridiens Klincksieck, Collection de Musicologie, 1986 ; 2e édition 1992[12].
- Les grandes topiques musicales, Paris, Méridiens Klincksieck, Collection de Musicologie, 1994.
- L’Offrande musicale de Jean-Sébastien Bach, Introduction et analyse musicale de Marcel Bitsch, Paris, Éditions Kimé, Collection Musica, 1994.
- Les Préludes pour piano de Claude Debussy en correspondance avec À la recherche du temps perdu de Marcel Proust, Introduction et analyse musicale de Marcel Bitsch, Paris, Éditions Kimé, Collection Musica, 1996[13].
- Réédition et introduction de Jean-Philippe Rameau, Nouveau système de musique théorique (1726), Paris, Éditions Aug. Zurfluh, 1996.
- Esthétique musicale. La recherche des dieux enfuis, Paris, L’Harmattan, 2000.
- Le rôle de la méthode dans l’analogie », in Méthodes nouvelles. Musiques nouvelles. Musicologie et création, sous la direction de Marta Grabocz, Strasbourg, Presses Universitaires de Strasbourg, 2000, pp.171-198.
- Entre découverte et reconnaissance. Pour une compréhension valide du signe », in Approches herméneutiques de la musique sous la direction de Jacques Viret, Strasbourg, Presses Universitaires de Strasbourg, 2001, pp.123-138.
- Une expérience musicale et sociale au Venezuela. Vue de l’Ancien Monde, Paris, L’Harmattan, 2003.
- Les formes symboliques de la musique, Paris, L'Harmattan, 2006.
- Vie et mort de l’imaginaire au XXIe siècle dans le contexte des topiques musicales, in La Musique et l’imaginaire, sous la direction de Danièle Pistone, Observatoire musical français, Université Paris IV, Paris, 2002[14].
- Les Survivances du sens, From Nature to Psyche, Imatra Congress 2001/2002, in Acta Semiotica Fennica XX, Bologne, 2006.
- La musique et le vivant, de l’importance de l’interprète Colloque « Poétique de l’Existence », Université de Tunis, Hammamet, 2006.
- L’aspect de la mémoire au cœur de l’écriture dans le cadre de la reproduction, Colloque Écriture et reproduction, di Udine et Université de Paris VIII, 9 décembre 2008, Paris.
- Le compositeur et les stratégies de l’écriture, colloque musique et complexité, CDMC[15], 10 décembre 2008, Paris.
- De la nature à la musique, de la résonance à la polyphonie, in catalogue de l’exposition La Corse et la musique, éditions Albiana, 2013.
- Comment décliner le mythe du héros ? Imaginaire et prospective, colloque Paoli/Napoléon, novembre 2014, Università di Corsica.

### Préfaces des publications suivantes
- Philippe Chamouard, Gustav Mahler : tel qu’en lui-même, Préface de Joseph-François Kremer, Paris, Méridiens Klincksieck, Collection de Musicologie, 1989.
- René Descartes, Abrégé de Musique, Trad., intr. et notes par Pascal Dumont, Préface de Joseph-François Kremer, Paris, Méridiens Klincksieck, Collection de Musicologie, 1990.
- Henry Lavoix, La Musique française, Présentation de Joseph-François Kremer, Paris, Éditions Kimé, Collection Musica, 1995
- Jean-Yves Bosseur, « Le temps de le Prendre", éditions Kimé, Paris, collection Musica, 1996.
- Préface in catalogue de l'exposition Les sports en Corse, miroir d'une société, éditions Albiana, 2012.
- Préface in catalogue de l’exposition La Corse et la musique, entre tradition et modernité, éditions Albiana, 2013.
- Préface in catalogue de l'exposition Les Corses et la Grande Guerre, éditions Albiana, 2014.
- Préface in catalogue de l'exposition Île(s), éditions Albiana, 2015.